# 沖永良部空港

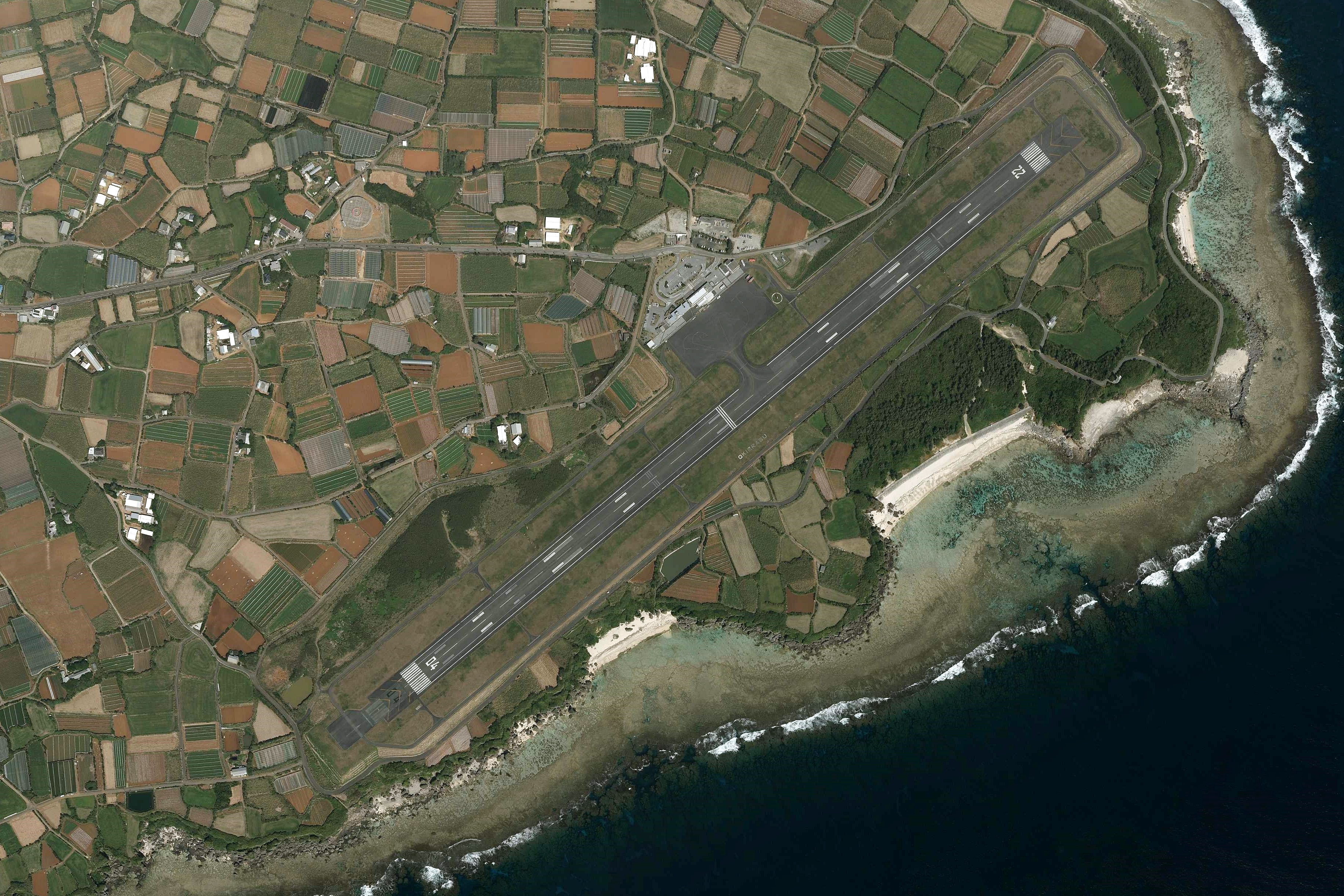
沖永良部空港の航空写真（2022年）

沖永良部空港（おきのえらぶくうこう、英: Okinoerabu Airport）は、鹿児島県大島郡和泊町（沖永良部島）にある地方管理空港である。愛称はえらぶゆりの島空港。

## 概要
島の最北端にある国頭岬に位置している。
年間利用客数は、合計115,746人（2019年度）。

## 施設

### 旅客ターミナルビル
ターミナル内には売店と軽食レストランがあり、ターミナル屋上は展望デッキとなっている。駐車場は利用時間が決まっており、130台収容可能。バリアフリー設備は、ビル内のトイレの車いす対応、駐車場の身障者専用駐車スペースがある。駐車場から航空機までは車いすで移動できる。
- シーワールドカフェショップ（売店・軽食レストラン）[4]

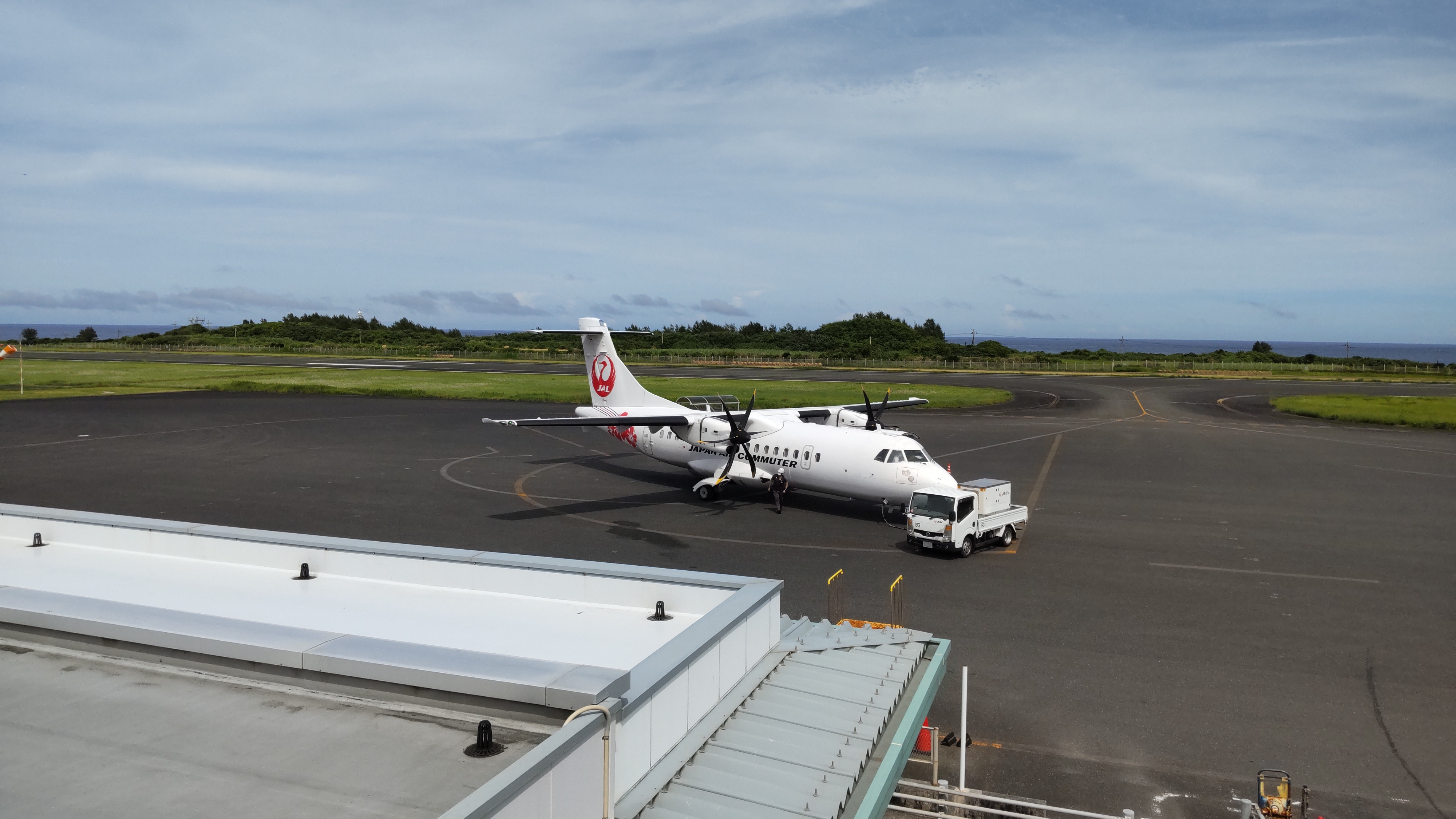
駐機場（ターミナル屋上、展望デッキから撮影）
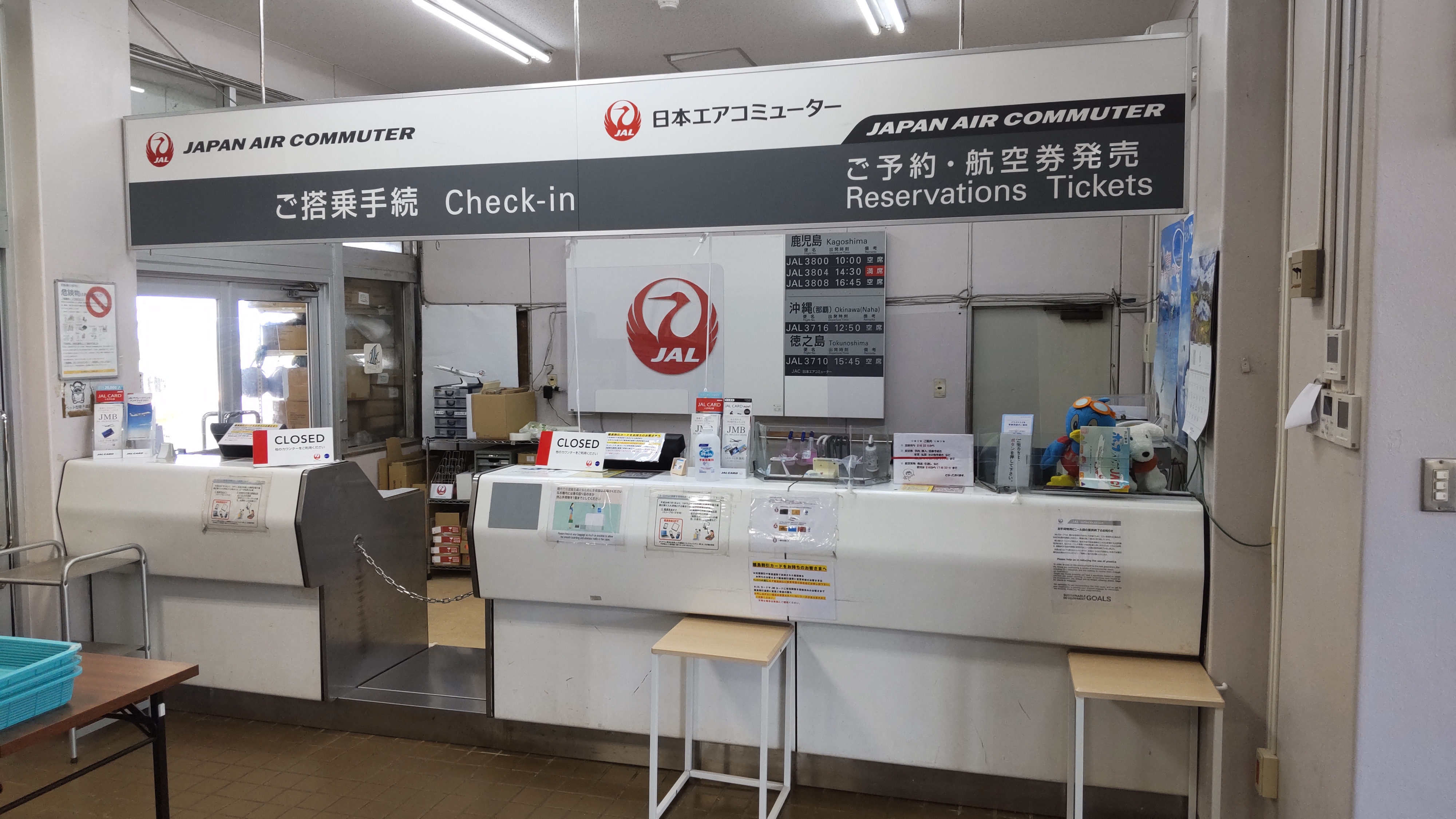
チェックインカウンター

## 沿革
- 1969年（昭和44年）
  - 5月1日 - 滑走路1,200 mにて供用開始[3]。
  - 5月31日 - 第三種空港に指定[3]。
- 2005年（平成17年）5月12日 - ボンバルディア Q400就航に向けた1,350 mの強度強化滑走路供用開始。
- 2006年（平成18年）9月30日 - 日本エアコミューターがYS-11型機を最初に就航させた鹿児島空港便においてラストフライト実施。
- 2016年（平成28年）2月13日 - 新しい愛称であるえらぶゆりの島空港の決定を記念したセレモニーが開催。愛称は、立地自治体である和泊町が一般公募で募集したのち、決定された。

## 路線
航空会社が2社以上の場合、最前の航空会社の機材・乗務員で運航する共同運航便（コードシェア便）
日本航空 (JAL)（日本エアコミューター（JAC）の機材・乗務員にて運航）・全日本空輸 (ANA)
- 鹿児島空港
- 徳之島空港
- 那覇空港

エアードルフィンが那覇空港へ不定期便を運航していたが、2008年度年末年始の運航を最後に運休、その後事業を停止している。
その後第一航空が那覇空港・徳之島空港へ不定期便を運航していたが2015年3月以降運航路線から削除されている。
2018年7月に、徳之島 - 沖永良部 - 沖縄/那覇線、通称「奄美群島アイランドホッピングルート」を日本エアコミューターが開設した。既存の奄美 - 徳之島便との組み合わせでそれぞれへの乗り継ぎ利用が可能。

## アクセス
- 沖永良部バス企業団
  - 知名発着便（和泊経由）

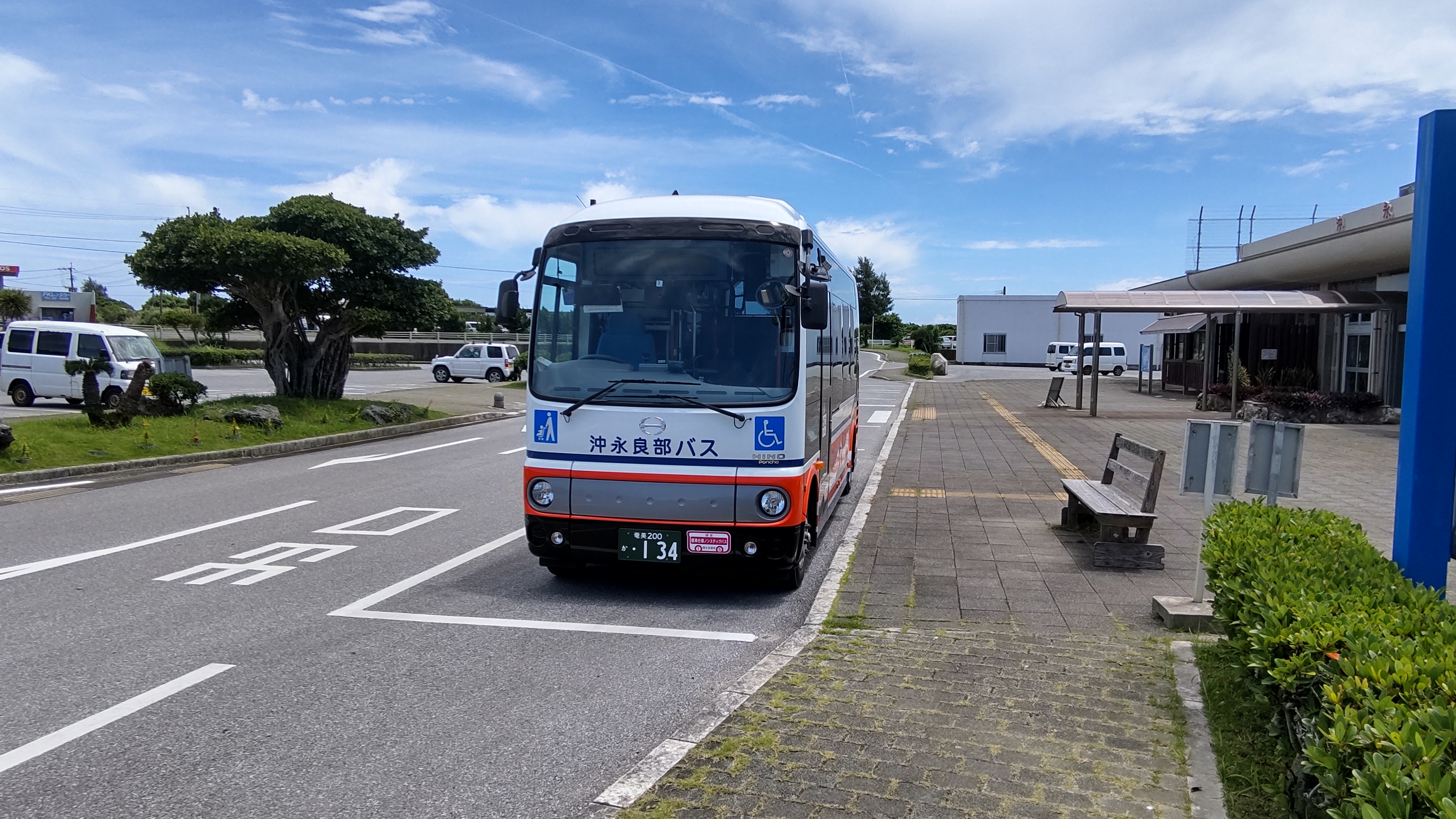
沖永良部空港バス乗り場に停車中の沖永良部バス企業団のバス